# Rhipicephalus oculatus
Rhipicephalus oculatus är en fästingart som beskrevs av Neumann 1901. Rhipicephalus oculatus ingår i släktet Rhipicephalus och familjen hårda fästingar. Inga underarter finns listade i Catalogue of Life.